# طلعت رسلان
طلعت رسلان (1929 - 29 يونيو 1998)، هو سياسي مصري كان عضو مجلس الشعب المصري من 1980 إلى 1995 عن دائرة الزقازيق مركز أول، وكان في ذلك الوقت أمينا عامل لحزب الوفد في محافظة الشرقية.
وغادر طلعت رسلان مقعده في انفعال، واتجه إلى الوزير زكي بدر وأمسك بكتفه الأيسر، قائلا له في انفعال: «كفاية كده.. اخرس يا»، واعتدى على الوزير بشده وجذبه بيده من كتفه.. رد الوزير عليه بصفعة على وجه والشتيمة، وأقدم على خلع حذائه لضربه، قائلا: «اقعد يا..».. اقعد..». أثناء قيام الوزير بقراءة تسجيلات هاتفية لبعض المُعارضين، وكانت الواقعة مذاعة تلفزيونياً على الهواء مباشرة. وهذه الواقعة تعد فريدة من نوعها حيث لم يسبق أن قام نائب برلماني مصري بالاعتداء على وزير في الحكومة من قبل. قال المحجوب: «جاءنى طلب موقع عليه 57 عضوا يطالب بقفل باب المناقشة، وتجديد الثقة في السياسة الأمنية لوزير الداخلية»، ورفعت الجلسة لتعود إلى الانعقاد بعد أسبوعين، وتم فيها إسقاط عضوية رسلان الذى توفى يوم 29 يونيو 1998م.